# Physcomitrium curvisetum
Physcomitrium curvisetum là một loài Rêu trong họ Funariaceae. Loài này được (Schwägr.) Bruch & Schimp. mô tả khoa học đầu tiên năm 1841.